# 雅罗斯拉夫·皮特纳
雅罗斯拉夫·皮特纳（捷克語：Jaroslav Pitner，1926年2月7日—2005年8月2日），捷克冰球教练。他曾带领捷克斯洛伐克参加1968年和1972年冬季奥林匹克运动会冰球比赛，结果队伍获得一枚银牌和一枚铜牌。